# Oxyrrhynchium laosianum
Oxyrrhynchium laosianum là một loài rêu trong họ Brachytheciaceae. Loài này được Dixon mô tả khoa học đầu tiên năm 1937.